# Brigáda Golani

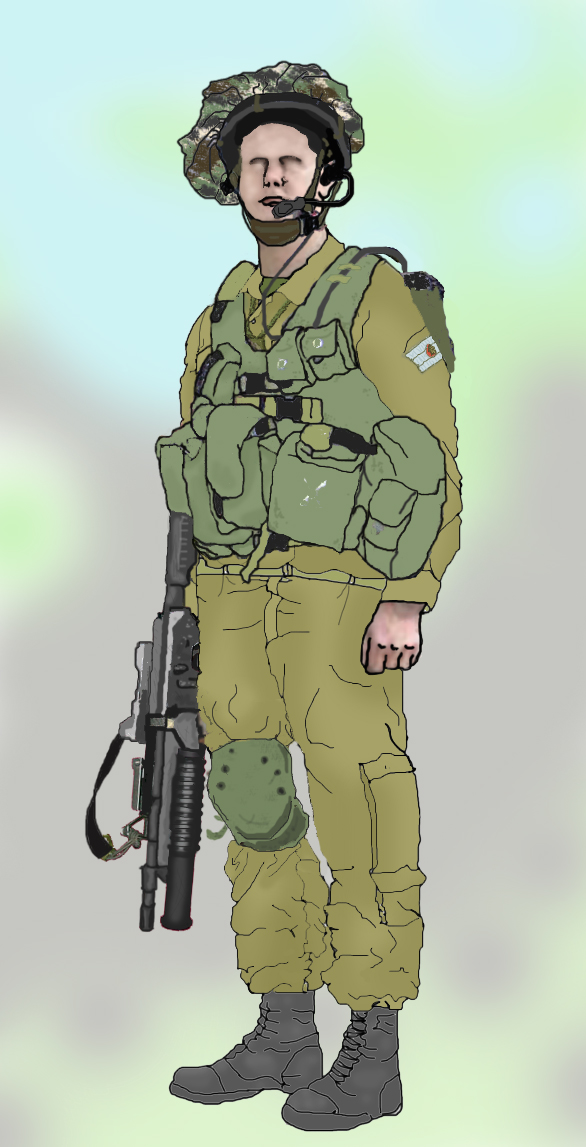
Příslušník brigády Golani

Brigáda Golani (hebrejsky: חטיבת גולני, známá také jako 1. brigáda) je pěchotní brigáda pěchotního sboru Izraelských obranných sil (IOS), která byla vytvořena 28. února 1948 sloučením brigády Levoni z horní Galileje s brigádou Karmeli. Je podřízena 36. divizi a je jednou z nejvíce vyznamenaných pěchotních jednotek IOS.

## Historie
Po první arabsko-izraelské válce se brigáda Golani podílela na řadě odvetných akcí v první polovině 50. let. V roce 1951 proti Sýrii a v říjnu 1955 ve společné operaci s výsadkářskou brigádou proti Egyptu.
Během Suezské války bylo úkolem brigády zabrat oblast kolem města Rafáh na Sinajském poloostrově.
Symbolem brigády je zelený olivovník s kořeny na žlutém podkladu. Zelená a žlutá barva symbolizují zelené kopce Galileje, kde se brigáda nacházela v době svého vzniku. Olivovník byl vybrán, protože je znám pro své silné kořeny, které proniknou do země a pevně se v ní drží, což má odrážet spjatost brigády s dědictvím Izraele. Žluté pozadí odráží působení brigády ve Válce za nezávislost na jihu země, kdy obsadila nejjižnější izraelské město Ejlat. První vojáci této brigády byli rolníci a noví imigranti, a proto bylo důležité, aby byla spjatost s Erec Jisra'el takto symbolizovaná. Z toho důvodu mají vojáci této brigády hnědé barety, které si vysloužili svou rolí v operaci Entebbe v roce 1976 v Ugandě. Hnědá barva symbolizuje spojení brigády s půdou Erec Jisra'el. To je v ostrém kontrastu s jinými izraelskými pěchotními brigádami, které mají barety ve světlých barvách (purpurové, jasně zelené, červené).
V horní Galileji se severně od Haify nachází u Golanské křižovatky Muzeum brigády Golani, které připomíná brigádu a její padlé v boji. Na tomto místě se také konají slavnostní ceremonie jednotky.
Sajeret Golani patří mezi jednu z nejrespektovanější jednotek IOS s jedním z nejtěžších výcvikových režimů, který začíná v oblasti známé jako Oblast 100 v horní Galileji. Tento útvar společně se Sajeret Matkal znovuvydobyl pozici na hoře Hermon během Jomkipurské války. Brigáda Golani si získala pověst pro tvrdohlavost svých vojáků, soudržnost a iniciativnost.
V roce 1976 byla Sajeret Golani poslána do Entebbe v Ugandě, aby zachránila 246 židovských rukojmích letu 139 společnosti Air France, který unesli teroristé z Organizace pro osvobození Palestiny, již na let přistoupili během mezipřistání v Aténách. Záchranná operace byla úspěšná, ale zahynul při ni velitel operace Joni Netanjahu, bratr bývalého izraelského premiéra Benjamina Netanjahu.
K roku 2004 působí brigáda podél severních izraelských hranic a na Západním břehu (hlavně v oblasti Dženínu). Během let 2004 a 2005 posílil prapor brigády Golani brigádu Givati v Pásmu Gazy.

## Jednotky
- 12. pěší prapor „Blesk“
- 13. pěší prapor „Gideon“
- 51. pěší prapor „Ha-Boki'm ha-Rišonim“
- průzkumný prapor „Egos“ (protiteguerillové speciální jednotky)
- prapor speciálních jednotek
  - protitanková rota
  - technická rota
  - 95. průzkumná rota Sajeret „Létající tygr“: elitní jednotka brigády Golani
- 351. spojovací rota

## Velitelé brigády Golani
(částečný seznam)
- 1948–1949, Moše Mann, Mišael Šacham, Nachum Golan
- 1986–1988, Gabi Aškenazi
- 1988–1990, Baruch Spiegel
- 1991–1993, Ja'ir Nave
- 1993–1995, Moše Kaplinsky
- 1995–1997, Erez Gerstein
- 1997–1998, Gadi Eizenkot
- 1999–2001, Šmuel Zakaj
- 2001–2003, Moše Tamir
- 2003–2005, Erez Tzukerman
- 2005–2008, Tamir Jadaj
- 2008–2010, Avi Peled
- 2010–2012, Ofek Buchris
- 2012–2014, Janiv Asor
- 2014–současnost, Rassan Elian

## Brigáda Golani v první arabsko-izraelské válce

### Seznam operací, kterých se brigáda zúčastnila
- Operace Assaf
- Operace Dekel (zúčastnily se pouze části brigády)
- Operace Hiram
- Operace Choreb
- Operace Jiftach
- Operace Ovda